# Europacup I hockey mannen 1971
De Europacup I voor mannen in 1971 was het derde onofficiële Europese bekertoernooi en werd gehouden in Rome. Er deden twaalf teams mee. SC 1880 Frankfurt won deze editie van de Europacup I.

## Einduitslag
1.  SC 1880 Frankfurt 

2.  MDA Roma 

3.  Club Egara 

4.  RC Polo de Barcelona 

5.  Royal Léopold Club 

6.  FC Lyon 

7.  TMHC Tilburg 

8.  Lisnagarvey HC 

9.  Rot-Weiss Wettingen 

10.  Kil.Sorgyan 

11.  HC Bohemians 

12.  KS Warta